# D'oh!
D'oh! er et udtryk, som anvendes af Homer Simpson i tegnefilmen The Simpsons. Udtrykket anvendes mest, når Homer skader sig selv, gør noget dumt eller når der hænder noget dårligt.
Ordet kom med i den amerikanske retstavningsordbog i 2001, hvilket også giver et indblik i hvor stort et kult-fænomen The Simpson er der.[kilde mangler]
Udtrykket stammer oprindeligt fra den skotske skuespiller James Finlayson, som brugte det i Gøg og Gokke-film i 1920-erne og 30-erne.